# Château de Tsuchiura
Le château de Tsuchiura (土浦城, Tsuchiura-jō) était un château japonais situé à Tsuchiura dans la préfecture d'Ibaraki. Il n'en reste à présent que quelques vestiges.

## Histoire
Le château de Tsuchiura aurait été construit par le clan Wakaizumi vers la fin de l'époque de Muromachi (1336 - 1573), même si une légende attribue sa fondation à Taira no Masakado pendant l'époque de Heian.
Durant la période Sengoku, la région autour de Tsuchiura était contrôlée par le clan Oda, qui fut plus tard détruit par le clan Yūki. Après la bataille de Sekigahara et l'établissement du shogunat Tokugawa, les Yūki furent transférés au domaine de Fukui dans la province d'Echizen et une partie de leur domaine est attribuée à Matsudaira Nobukazu en récompense de son rôle dans l'arrière-garde lors de la bataille de Sekigahara. Son fils Matsudaira Nobuyoshi, initie les fondations de la ville fortifiée et construit un certain nombre de portes sur la route Mito Kaidō reliant Edo à Mito.
Au début de l'époque d'Edo, les clans Matsudaira, Nishio et Kutsuki ont successivement gouverné le château, centre du domaine de Tsuchiura. En 1669, le château passe sous le contrôle du clan Tsuchiya qui le gouverne jusqu'à la restauration de Meiji, à l'exception d'une période de 5 ans entre 1682 et 1687.
Après la restauration de Meiji, le château est démantelé et les douves sont en partie comblées. Le palais du daimyo est réutilisé pour abriter des bureaux administratifs, mais il brûle en 1884. Le site du château est cédé à la municipalité en 1899, qui le transforme en parc public (aujourd'hui le parc Kijo).
Dans les années 1980 et 1990, trois yagura sont restaurées ou reconstruites, dont la porte yagura datant de 1656. La yagura de l'est sert d'espace d'exposition pour le musée de la ville de Tsuchiura, situé à proximité.

## Galerie

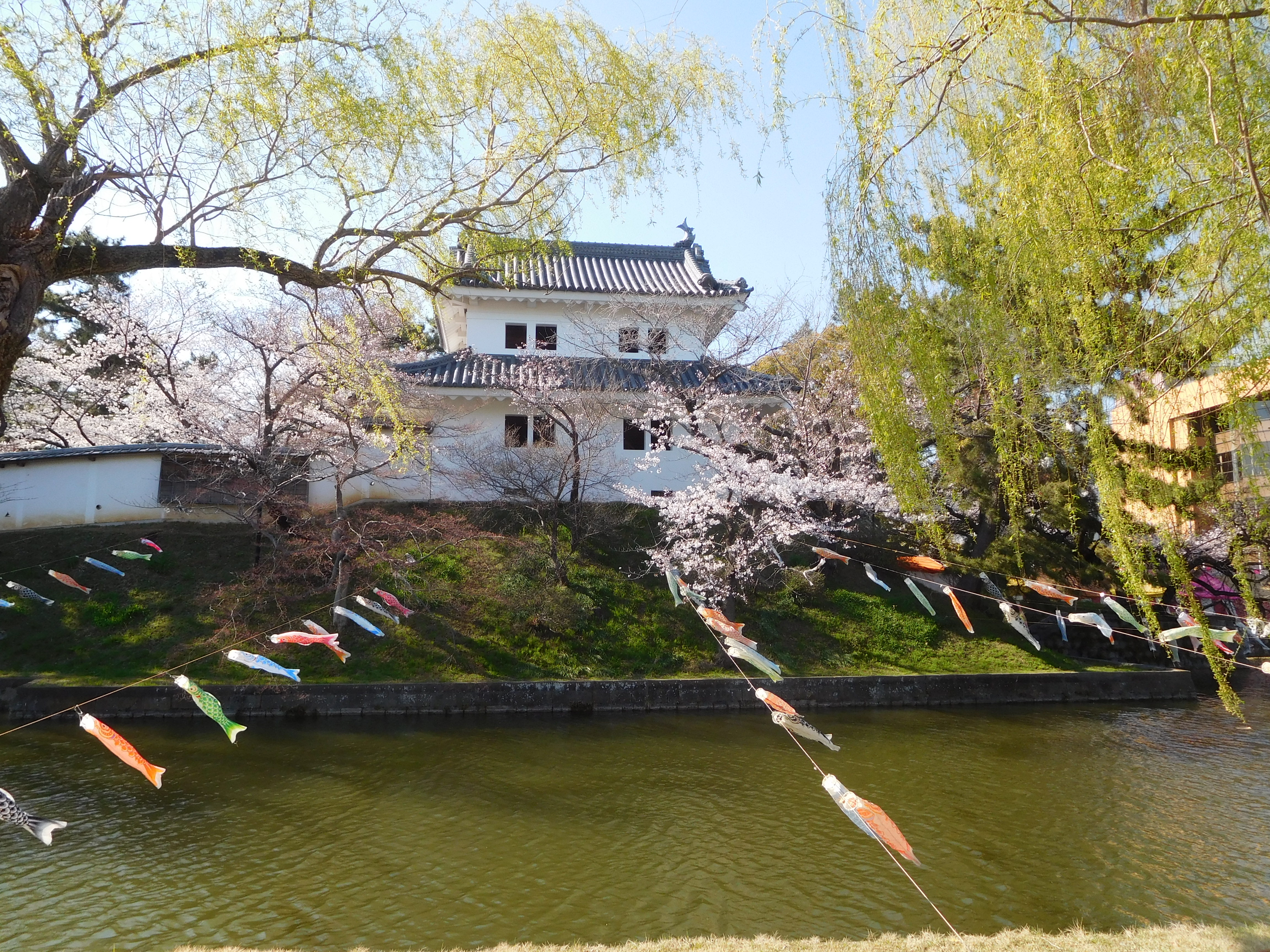
Yagura de l'est.
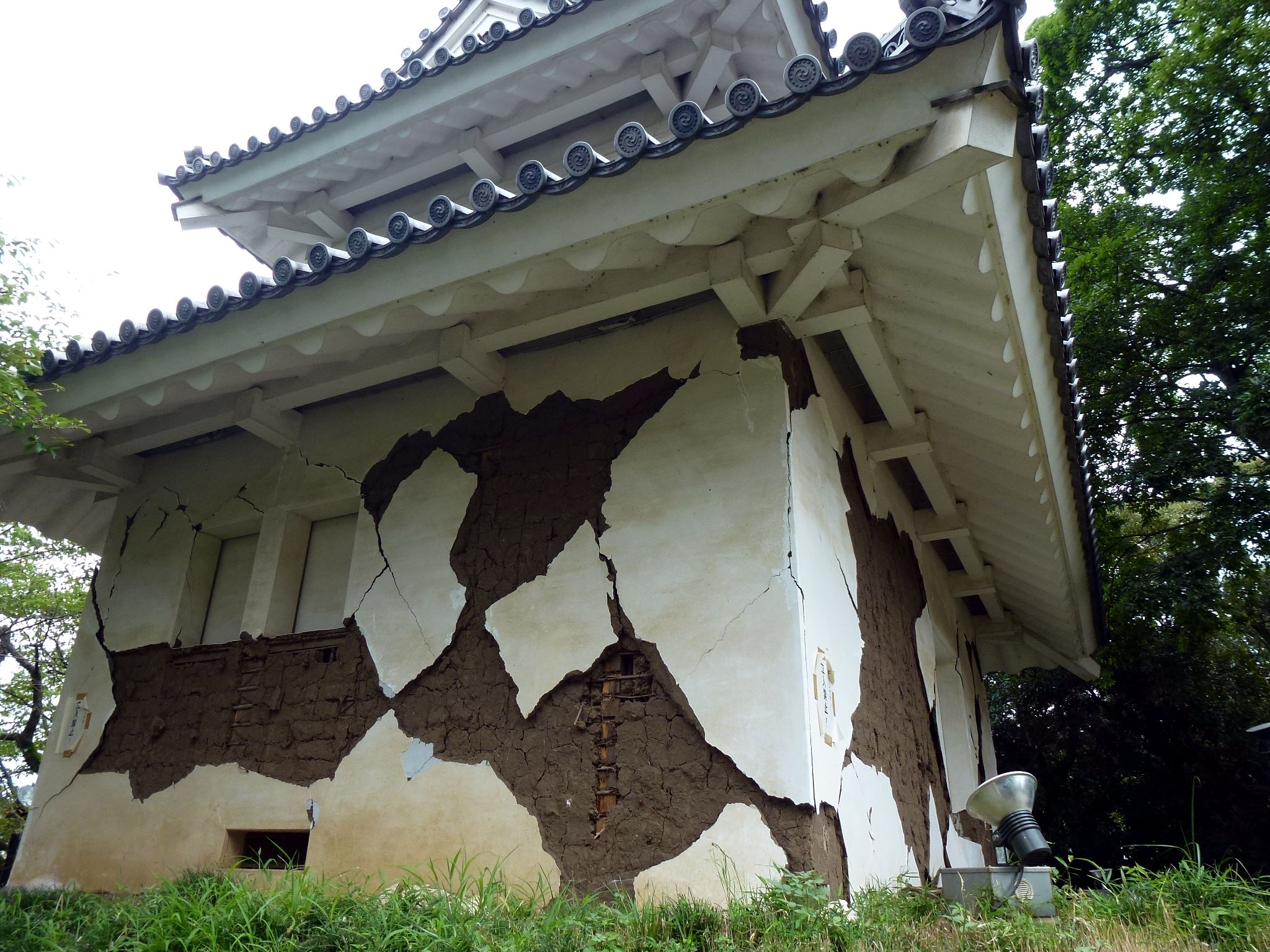
Yagura de l'ouest.
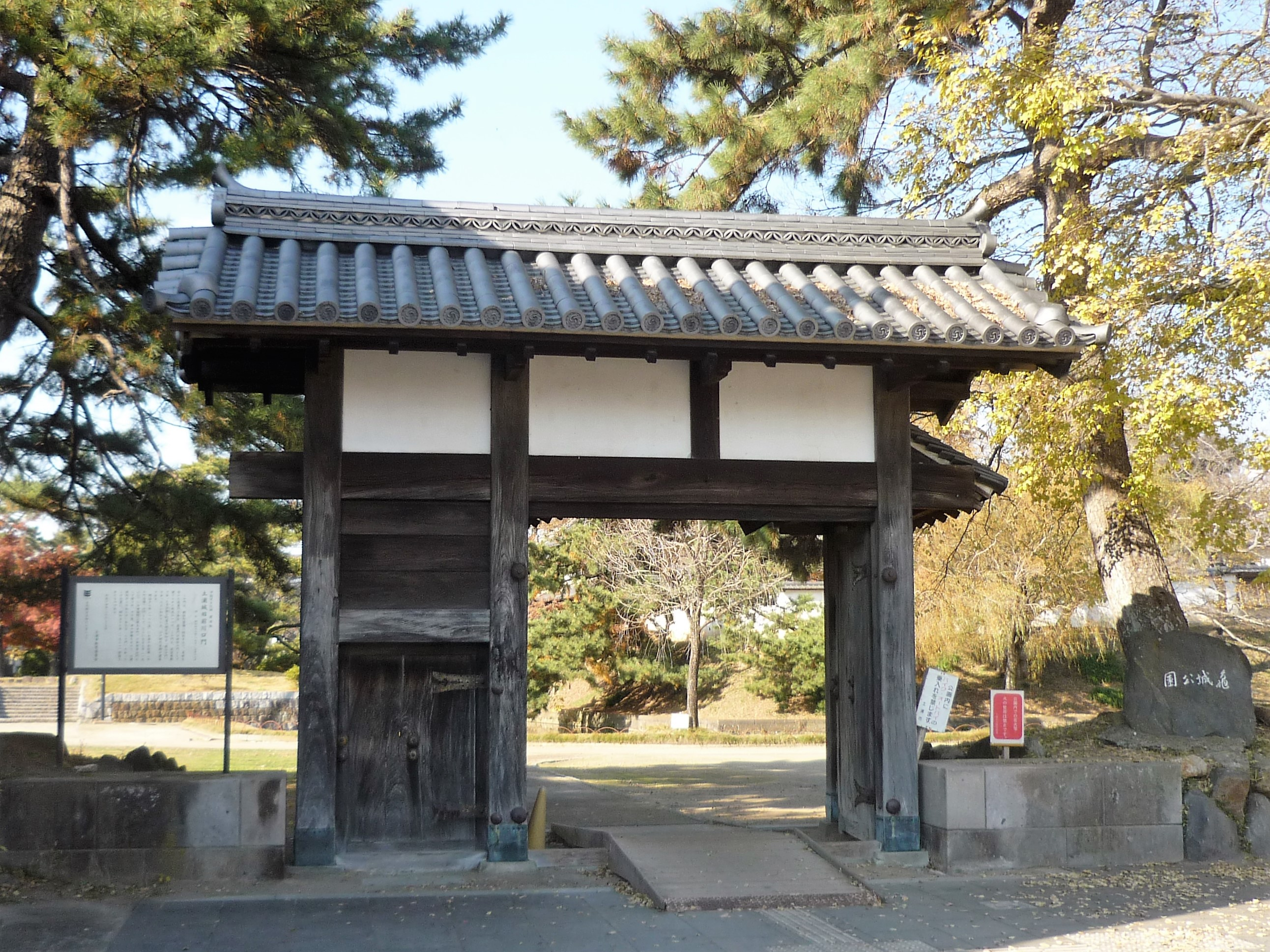
Porte Maekawaguchi.